# Thessalía
Thessalía hay Thessaly (tiếng Hy Lạp: Θεσσαλία, Thessalía — tiếng Thessalia: Πετθαλία, Petthalia) là một vùng địa lý truyền thống và một vùng hành chính của Hy Lạp, bao gồm phần lớn vùng Thessalía Cổ. Trước thời kỳ Hy Lạp tăm tối, Thessalía được gọi là Aeolia, và xuất hiện trong sử thi Odyssey của Hómēros.
Thessalía trở thành một phần của nhà nước Hy Lạp hiện đại vào năm 1881, sau bốn thế kỷ rưỡi nằm dưới quyền cai quản của đế quốc Osman. Từ năm 1987 nó là một trong 13 vùng và từ năm 2011 được chia tiếp thành 5 đơn vị cấp vùng và 25 khu tự quản. Thủ phủ của vùng là Larissa. Thessalía nằm ở phần trung tâm của Hy Lạp và giáp với các vùng Makedonía ở phía bắc, Ípeiros ở phía tây, Trung Hy Lạp ở phía nam và biển Aegea ở phía đông. Vùng Thessalía bao gồm cả quần đảo Sporades.

## Các điểm cư dân chính

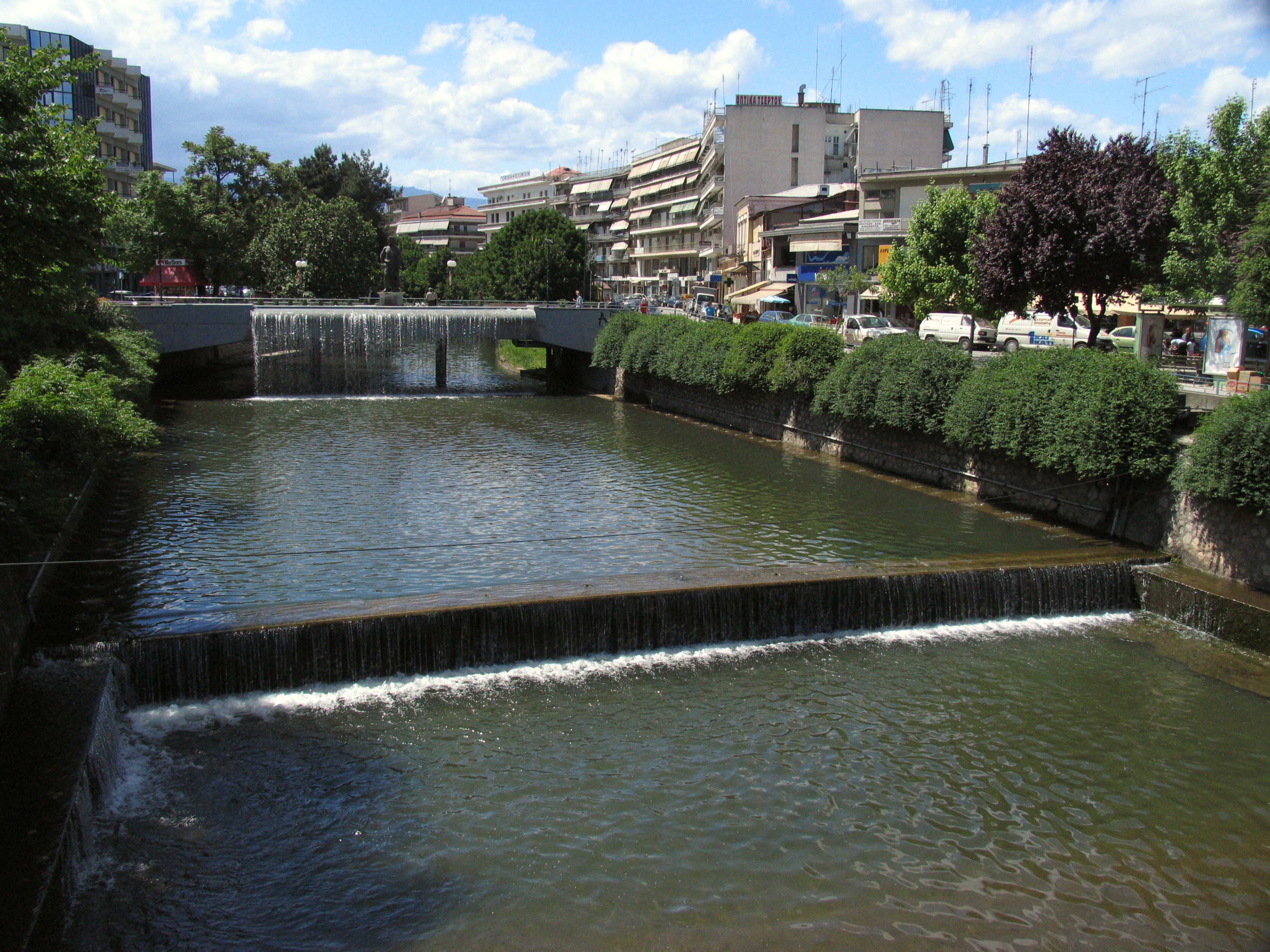
Sông Litheos chảy qua thành phố Tríkala.

- Kardítsa (Καρδίτσα)
- Lárisa (Λάρισα)
- Néa Ionía (Νέα Ιωνία)
- Tríkala (Τρίκαλα)
- Vólos (Βόλος)
- Elassona (Ελασσόνα)
- Farsala (Φάρσαλα)